# MusiQ
musiQ − drugi album japońskiej grupy muzycznej Orange Range, wydany 1 grudnia 2004.
Pochodzą z niego single "Michishirube ~A Road Home~", "Locolotion", "Chest" oraz "Hana". Płyta sprzedała się w 2 630 763 kopiach, stając się wydawnictwem nr 1 roku 2005 w Japonii.

## Lista utworów
1. "KA・RI・SU・MA"
2. "Chest" (jap. チェスト Chesuto)
3. "Locolotion" (jap. ロコローション Rokorōshon)
4. "Ishin Denshin" (jap. 以心電信)
5. "Zung Zung Funky Music"
6. "Padi Bon Mahe" (jap. パディ ボン マヘ)
7. "City Boy" (jap. シティボーイ Shiti Bōi)
8. "Xie Xie" (mand. 謝謝)
9. "Danshi-ing Session" (jap. 男子ing session)
10. Beat Ball
11. "Michishirube ~A Road Home~" (jap. ミチシルベ〜a road home〜)
12. "Hana" (jap. 花)
13. "Fullthrottle"
14. "Matsuri Danshaku" (jap. 祭男爵)
15. "Papa"
16. "Hub☆Star"
17. "Oh! Yeah"
18. "SP Thanx"
19. "Zipang 2 Zipang" (jap. ジパング2ジパング Jipangu 2 Jipangu)